# Gabriele Minak
Gabriele Minak (Imola, 1. lipnja 2006.) je talijansko-hrvatski umjetnički plivač.

## Biografija
Gabriele Minak, rođen u Italiji iz obitelji porijeklom iz Zadra, počeo je trenirati sinkronizirano plivanje od svoje 8 godine. Do 2019. bio je registriran u CN UISP Bologna, a od 2022. u Futura Club Prato.
2019. godine, s 13 godina, sudjelovao je na Zimskom i Ljetnom prvenstvu Italije u paru s Violom Gamberini, kćerkom Giovanne Burlando, osvojivši oba puta brončanu medalju.
S istim partnericom sudjelovao je na FINA Svjetskom prvenstvu za mlade 2019. gdje je osvojio četvrto mjesto.
Nakon tri godine pauze vratio se s novom partnericom, Gretom Franzè, s kojom je osvojio srebrnu medalju na Zimskom juniorskom prvenstvu. Također je tom prilikom osvojio srebro u slobodnom solu.
Odmah nakon toga, počeo je plivati s Ginevrom Marchetti, osvojivši četvrto mjesto na talijanskom apsolutnom zimskom prvenstvu 2023. i na drugoj etapi Svjetskog kupa 2023.
Na talijanskom ljetnom prvenstvu 2023., u apsolutnoj i kategoriji, osvojio je srebrnu medalju u solo slobodnoj disciplini i zlatnu medalju u mješovitom slobodnom dvojcu, uvijek u paru s Ginevrom Marchetti.
Na Europskom juniorskom prvenstvu održanom 2023. godine na Madeiri osvojio je dvije brončane medalje plivajući s Ginevrom Marchetti, jednu u slobodnom i jednu u tehničkom dvojcu.

## Palmares

### Apsolutno prvenstvo Italije
- 4 podija:
  - 1 zlatna medalja (mješoviti duo)
  - 1 srebrna medalja (solo)
  - 2 brončane medalje (mješoviti duo)

### Prvenstvo Italije za juniore
- 2 podija:
  - 2 srebrne medalje (mješoviti duo i slobodno solo)

### Svjetski kup
- 1 podij:
  - 1 pobjeda (solo free)

### Europsko prvenstvo za juniore
- 2 podija:
  - 2 srebrne medalje (tehnički i slobodni mješoviti duo)

## Vanjske poveznice
- FINA kartica